# آندره میکاییل
آندره میکل (انگلیسی: André Miquel؛ ۲۶ سپتامبر ۱۹۲۹ – ۲۷ دسامبر ۲۰۲۲) خاورشناس عرب‌شناس و تاریخ‌دان فرانسوی، متخصص ادبیات عرب و زبان عربی بود.
او کلیله و دمنه و هزار و یکشب را به فرانسه ترجمه کرد.

## زندگی‌نامه
آندره میکل در ۲۶ سپتامبر ۱۹۲۹ در مزه، هرو به دنیا آمد. او در رشته ادبیات تحصیل کرد. او که از سال ۱۹۷۶ تا ۱۹۹۷ دانشجوی École normale supérieure بود که در سال ۱۹۵۰ به آن پیوست. از سال ۱۹۹۱ تا ۱۹۹۷، پس از آن که از Bibliothèque Nationale از ۱۹۸۴ تا ۱۹۸۷. میکل به خاطر کارهایش در زمینه جغرافیای جهان عرب و هزار و یک شب شناخته شده بود. علاقه او به جهان عرب به سفری به مغرب که پس از برنده شدن در کنکور عمومی جغرافیا در سال ۱۹۴۶ برنده شد و کشف قرآن در ترجمه کلود اتین ساواری برمی گردد.
در سال ۲۰۰۵ با همکاری جمل ادین بنچیخ ترجمه جدیدی از هزار و یک شب را انجام داد که در Bibliothèque de la Pléiade منتشر شد. این ترجمه شامل تمام ۱۲۰۵ شعر بر اساس نسخه بولاق است که به نام شهر مصری که متن برای اولین بار در سال ۱۸۳۵ در آنجا چاپ شده است.

## مرگ
میکل در ۲۷ دسامبر ۲۰۲۲ در سن ۹۳ سالگی در پاریس درگذشت

## آثار
۱۹۶۸: اسلام و تمدن آن (قرن ۷–۲۰) ویرایش. آرماند کالین، کول. «Destins du monde»، پاریس، اثری که توسط آکادمی فرانسه متمایز شده است.
۱۹۷۱: پسر منقطع
۱۹۷۳: جغرافیای انسانی جهان اسلام تا اواسط قرن یازدهم، ج. ۱: جغرافیا و جغرافیای انسانی در ادبیات عرب از مبدأ تا ۱۰۵۰.
۱۹۷۵: جغرافیای انسانی جهان اسلام تا اواسط قرن یازدهم، ج۲: جغرافیای عرب و بازنمایی جهان: سرزمین و بیگانه.
۱۹۷۷: زبان و ادبیات عرب کلاسیک، ویرایش. کالج فرانسه
۱۹۷۸: زنده باد سورانی، نسخه‌های فلاماریون.
۱۹۸۰: جغرافیای انسانی جهان اسلام تا اواسط قرن یازدهم، ج۳: محیط طبیعی.
۱۹۸۱: ادبیات عرب، Presses universitaire de France, "Que sais-je?».
۱۹۸۸: جغرافیای انسانی جهان اسلام تا اواسط قرن یازدهم، ج۴: آثار و ایام، Éditions de l'EHESS، جمع. 'تمدن‌ها و جوامع'.
۱۹۹۰: شرق یک زندگی، با همکاری Gilles Plazy [fr], ed. پایوت [fr].
۱۹۹۱: اعراب، اسلام و اروپا، پاریس، فلاماریون، با Dominique Chevallier [fr] و Azzedine Guellouz [fr].
۱۹۹۲: رویداد: قرآن، سوره LVI، ویرایش. اودیل جیکوب.
۱۹۹۲: از عربستان و اسلام، ed. اودیل ژاکوب، با جمل الدین بنچیخ [fr]
۱۹۹۴: از خلیج تا اقیانوس‌ها. اسلام، ویرایش. هرمان، پاریس.
۱۹۹۵: اعراب: از پیام تا تاریخ، ویرایش. فایارد، پاریس، ۱۹۹۵ با دومینیک شوالیه [fr] و محمد العزیز بن آکور.
۱۹۹۶: دو داستان عاشقانه: از مجنون تا تریستان، ویرایش. اودیل جیکوب.
۲۰۰۷: پیرمرد و باد، Pézenas, ed. Domens.
۲۰۱۰: باور کن یا رؤیا کن، ویرایش. بایارد.
۲۰۱۶: زمان با چند معیار مشخص می‌شود: حافظه، ویرایش. اودیل جیکوب.